# 普魯什庫夫縣

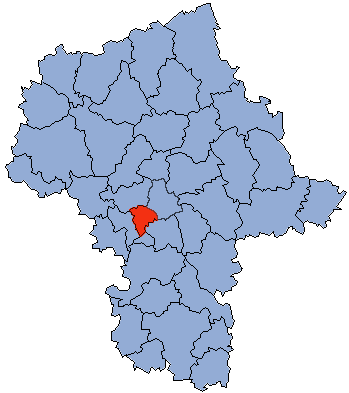

52°10′N 20°48′E / 52.167°N 20.800°E
普魯什庫夫縣（波蘭語：Powiat pruszkowski），是波蘭的縣份，位於該國中東部，由馬佐夫舍省負責管轄，首府設於普魯斯科夫，面積246平方公里，2006年人口145,870，人口密度每平方公里590人。